# Resolutie 851 Veiligheidsraad Verenigde Naties
Resolutie 851 van de Veiligheidsraad van de Verenigde Naties werd unaniem goedgekeurd op 15 juli 1993. De resolutie verlengde de UNAVEM II-missie in Angola met twee maanden.

## Achtergrond
Nadat Angola in 1975 onafhankelijk was geworden van Portugal keerden de verschillende onafhankelijkheidsbewegingen zich tegen elkaar bij het dingen naar de macht. Onder meer Zuid-Afrika en Cuba mengden zich in de burgeroorlog, totdat ze zich in 1988 terugtrokken. De VN-missie UNAVEM I zag toe op het vertrek van de Cubanen. Een staakt-het-vuren volgde in 1990, en hiervoor werd de UNAVEM II-missie gestuurd. In 1991 werden akkoorden gesloten om democratische verkiezingen te houden die eveneens door UNAVEM II zouden worden waargenomen.

## Inhoud

### Waarnemingen
De Veiligheidsraad verwelkomde een verklaring van de staatshoofden en een resolutie van de ministerraad van de Organisatie van Afrikaanse Eenheid (OAE), alsook de gezamenlijke verklaring van Portugal, Rusland en de Verenigde Staten die als waarnemers optraden bij het vredesproces in Angola. Ook werd de
speciale verklaring opgemerkt die door de Wereldconferentie over Mensenrechten in Wenen was aangenomen over Angola.
De politieke, militaire en humanitaire situatie was aan het verslechteren en de vredesgesprekken waren afgesprongen zonder dat een staakt-het-vuren was ingesteld. De pogingen van secretaris-generaal Boutros Boutros-Ghali en diens Speciale Vertegenwoordiger om de crisis met onderhandelingen op te lossen werden gesteund. Het werd als van belang voor het vredesproces gezien dat de Verenigde Naties aanwezig bleven in Angola.

### Handelingen
De Veiligheidsraad besloot het mandaat van UNAVEM II met twee maanden, tot 15 september 1993, te verlengen. Moest er belangrijke vooruitgang worden gemaakt in het vredesproces, dan zou de Veiligheidsraad de VN-aanwezigheid in Angola meteen substantieel versterken.
De Veiligheidsraad eiste ook dat de UNITA de uitslag van de verkiezingen uit 1992 zou aanvaarden en het vredesakkoord zou naleven. De schadelijke militaire acties van de beweging, pogingen om grondgebied te veroveren en niet-terugtrekking van troepen werden veroordeeld.
De vredesgesprekken moesten meteen hervat worden om een staakt-het-vuren te bereiken en het vredesakkoord ten uitvoer te brengen. Van UNITA werd geëist dat ze haar belofte om daaraan deel te nemen zou nakomen. Bij alle landen werd aangedrongen geen acties te ondernemen die de uitvoer van het vredesakkoord in gevaar konden brengen.
De Veiligheidsraad stond klaar om maatregelen, zoals een wapenembargo tegen UNITA, op te leggen tenzij de secretaris-generaal tegen 15 september zou melden dat een staakt-het-vuren was ingegaan en een overeenkomst werd bereikt over de uitvoering van het vredesakkoord.
Ook erkende de Veiligheidsraad de wettigheid van de Angolese overheid en verwelkomde steun aan die overheid en stappen van de secretaris-generaal om een humanitair noodplan uit te voeren. De raad eiste van UNITA dat die haar belofte om de noodhulp niet te hinderen zou nakomen. De lidstaten, de gespecialiseerde organisaties en niet-gouvernementele organisaties werden dan weer opgeroepen bij te dragen.
Nog werd van UNITA geëist dat ze bleef meewerken met de evacuatie van buitenlanders uit Huambo en andere door haar bezette plaatsen. De aanval van UNITA op een trein met burgers op 27 mei werd streng veroordeeld als een schending van het internationaal humanitair recht. Beide partijen werden opgeroepen dat
recht strikt na te leven en om de veiligheid van het UNAVEM II-personeel en de hulpverleners te verzekeren.
Ten slotte werd de secretaris-generaal gevraagd tegen 15 september te rapporteren over de situatie in Angola en zijn aanbeveling te doen over de verdere rol van de VN in het vredesproces. Ook werd hem gevraagd te rapporteren over de financiële implicaties van het op volle sterkte brengen van UNAVEM II, zoals gemandateerd in
resolutie 696 (1991).

## Verwante resoluties
- Resolutie 823 Veiligheidsraad Verenigde Naties
- Resolutie 834 Veiligheidsraad Verenigde Naties
- Resolutie 864 Veiligheidsraad Verenigde Naties
- Resolutie 890 Veiligheidsraad Verenigde Naties

Lijst ·  800 ·  801 ·  802 ·  803 ·  804 ·  805 ·  806 ·  807 ·  808 ·  809 ·  810 ·  811 ·  812 ·  813 ·  814 ·  815 ·  816 ·  817 ·  818 ·  819 ·  820 ·  821 ·  822 ·  823 ·  824 ·  825 ·  826 ·  827 ·  828 ·  829 ·  830 ·  831 ·  832 ·  833 ·  834 ·  835 ·  836 ·  837 ·  838 ·  839 ·  840 ·  841 ·  842 ·  843 ·  844 ·  845 ·  846 ·  847 ·  848 ·  849 ·  850 ·  851 ·  852 ·  853 ·  854 ·  855 ·  856 ·  857 ·  858 ·  859 ·  860 ·  861 ·  862 ·  863 ·  864 ·  865 ·  866 ·  867 ·  868 ·  869 ·  870 ·  871 ·  872 ·  873 ·  874 ·  875 ·  876 ·  877 ·  878 ·  879 ·  880 ·  881 ·  882 ·  883 ·  884 ·  885 ·  886 ·  887 ·  888 ·  889 ·  890 ·  891 ·  892